# Altazimut

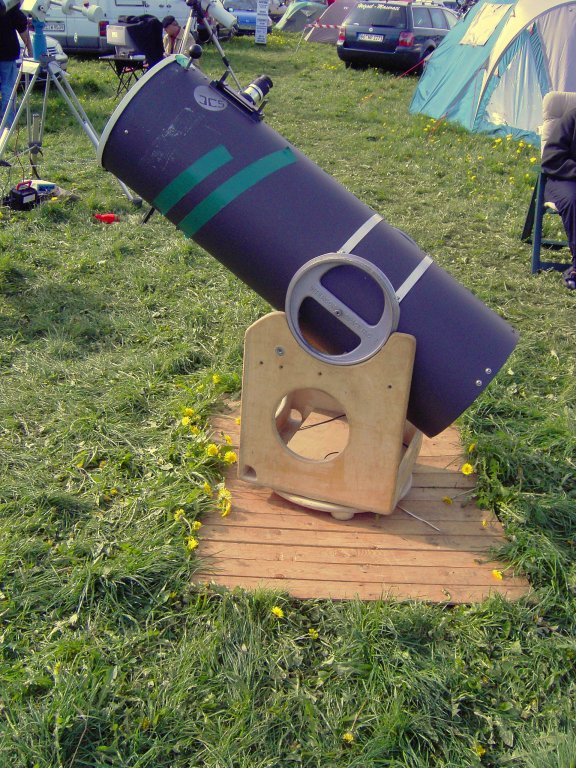
Ein Dobson-Teleskop auf azimutaler „Rockerbox“-Montierung

Altazimut oder azimutale Montierung ist die einfachste Art einer astronomischen Fernrohrmontierung, bei der sich das Teleskop um eine vertikale Stehachse und eine horizontale Kippachse in alle Richtungen schwenken lässt. Ihr Gegenstück ist die äquatoriale Montierung, bei der die Primärachse nicht vertikal, sondern parallel zur Erdachse ausgerichtet ist.
Der Name Altazimut, im Englischen auch Altaz abgekürzt, setzt sich zusammen aus Alt für Altitude (Höhenwinkel) und Azimut (Horizontalwinkel).
Azimutale Montierungen sind wegen ihrer robusten, einfachen Bauweise schon seit der Antike für astronomische und geodätische Messinstrumente gebräuchlich.

## In der Astronomie
Nach der Erfindung der astronomischen Fernrohre wurde die Altaz-Montierung für diese seit etwa 1620 eingesetzt und bis zum 18. Jahrhundert  vervollkommnet. Danach wurden sie von der äquatorialen bzw. parallaktischen Montierung ersetzt; erst mit den modernen Großteleskopen (ab etwa 6 m Spiegeldurchmesser) kehrte man um 1980 aus Gründen der mechanischen Stabilität zur früheren Altaz-Bauweise zurück.
Außer den neueren sehr großen Fernrohren und den Radioteleskopen sind in der Astronomie auch folgende Instrumente azimutal montiert:
- Universal- und Passageninstrumente
- Meridiankreise und Heliostate
- die meisten Meteorkameras
- ballistische Satellitenkameras, die z. T. auch als Astrografen eingesetzt werden.

## In der Geodäsie

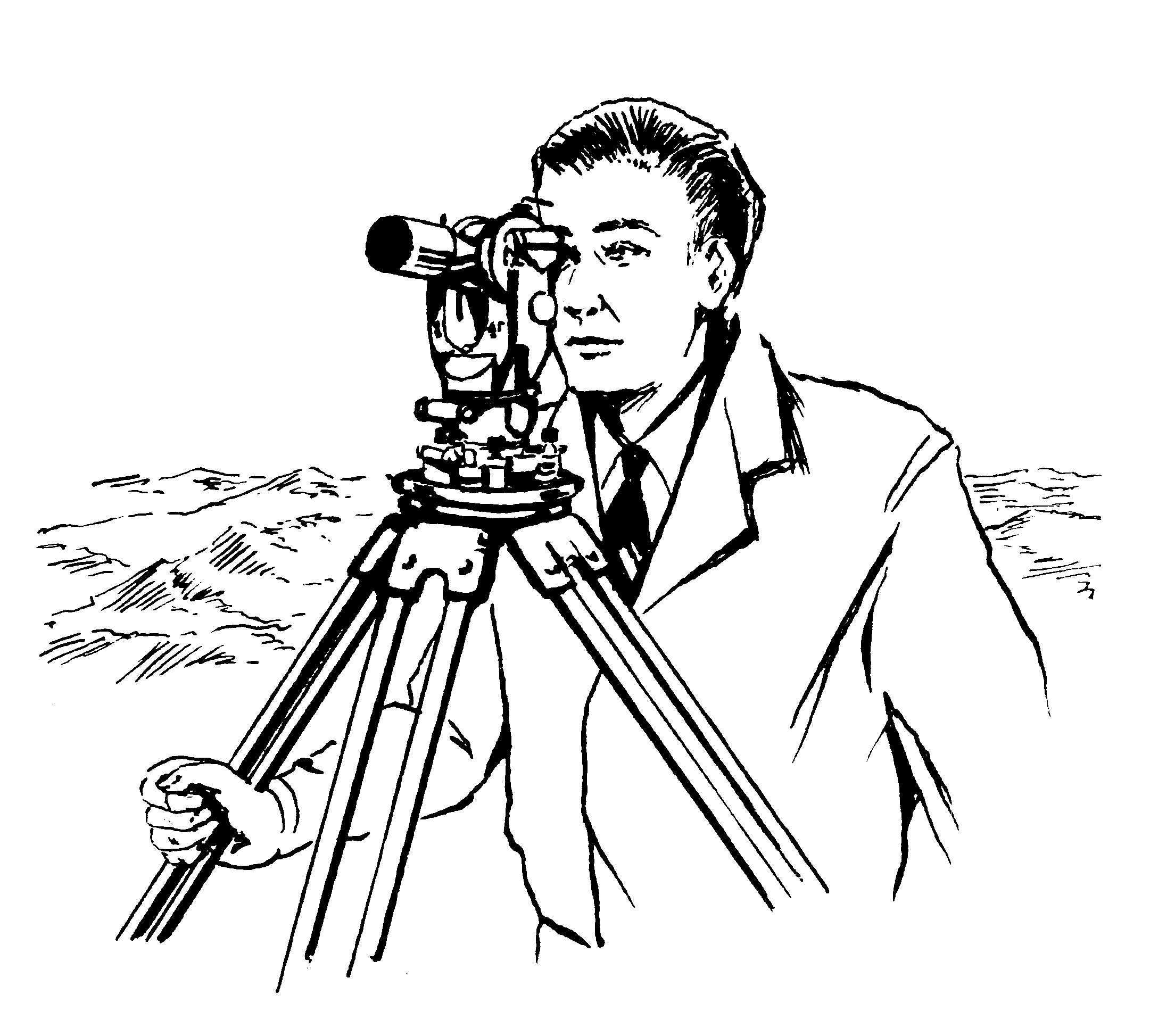
Altazimut in der Geodäsie

In der Geodäsie (Vermessungskunde) und allgemein in der Technik überwiegt das Altaz-System, weil es der natürlichen Lotrichtung und dem Horizont entspricht und sich auf einfache Weise – z. B. mit Libellen oder Neigungsmessern – genau einrichten lässt. Wichtige Beispiele dafür sind:
- Theodolite aller Art, Tachymeter und Nivellierinstrumente
- Messtisch, Diopter- und Panoramastative
- Messkameras für die terrestrische Fotogrammetrie
- Kreiselinstrumente, Lotung, optisches Lot
- Flugsicherungsradar, bewegliche Kuppeln und Radome
- Laser-Instrumente
- Gefällemesser.